# Tarso (Turquía)
Tarso es una ciudad de Cilicia en la provincia de Mersin, en la actual Turquía (en hitita: Tarsa, en griego: Tarsos, Ταρσός, en turco: Tarsus). 

## Situación
Tarso está situada a orillas del Mediterráneo, en la desembocadura del río Cidno (Tarsus Çayı). En su origen puerto importante, hoy día se encuentra a 15 km hacia el interior por haber tenido la zona una importante sedimentación.

## Etimología
Su antiguo nombre Tarsos proviene de "Tarsa", el nombre original de la ciudad en lengua hitita, sus primeros pobladores, y se deriva posiblemente de un dios pagano, Tarku. Más tarde, la ciudad fue llamada Tarsisi; Antioquía de Cidno (en griego: Αντιόχεια του Κύδνου, en latín: Antiochia ad Cydnum); Juliopolis.

## Historia

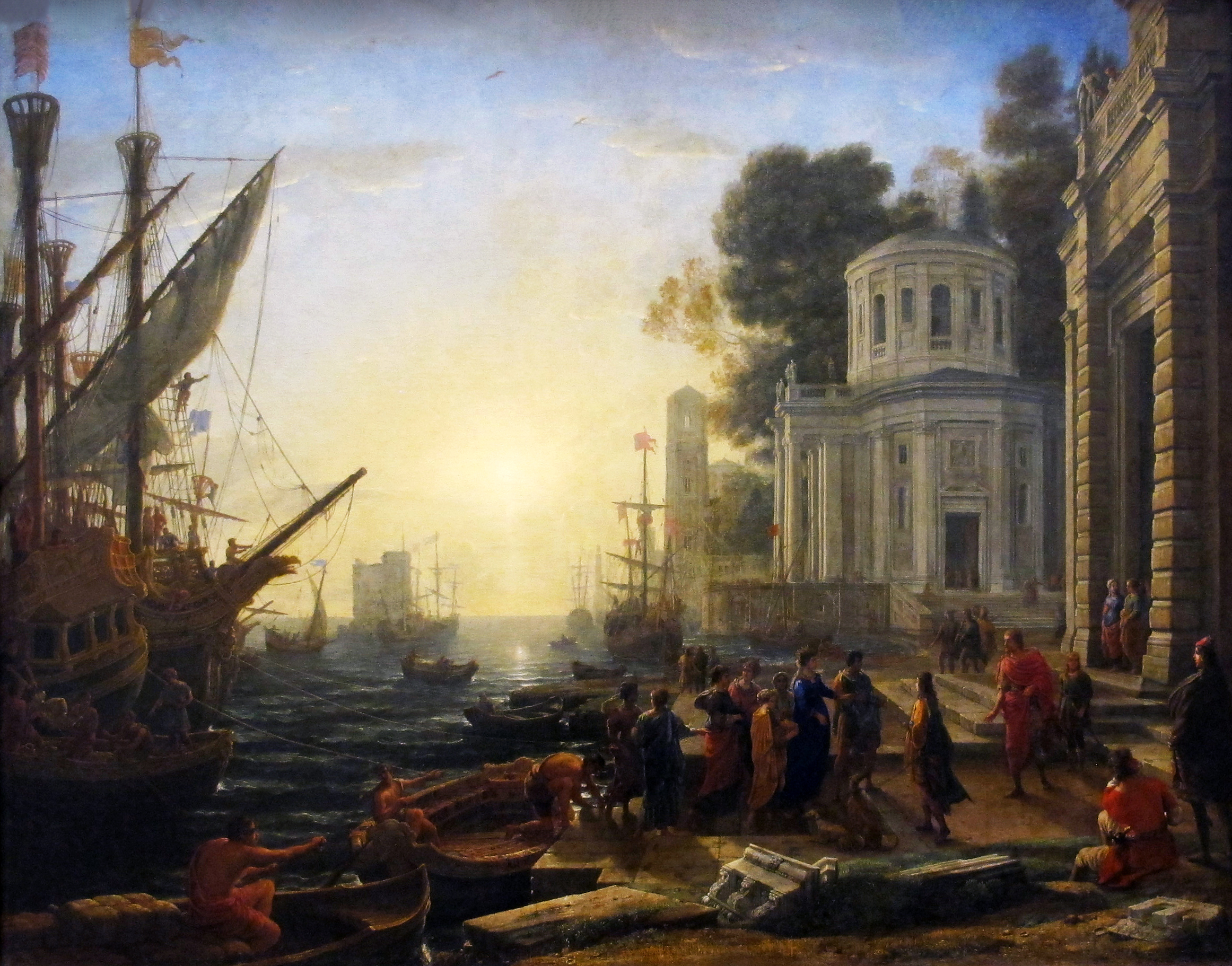
Puerto con el desembarque de Cleopatra en Tarso (1642), por Claudio de Lorena, Museo del Louvre, París.

Su importancia en la Antigüedad se debía a su ubicación en la encrucijada de varias rutas comerciales importantes, que enlazaban el sur de Anatolia con Siria y la región del Ponto. Las ruinas están cubiertas por la ciudad moderna, por lo que no es bien conocida arqueológicamente. El asentamiento humano se remonta cuando menos a la Edad del Bronce, pero probablemente sea aún más antiguo.
Varios autores griegos, como Flavio Arriano, Estrabón y Ateneo, mencionan una inscripción en idioma asirio según la cual Asurbanipal había construido Tarso y Anquíale en un solo día, aunque Estrabón añade la leyenda de que Tarso había sido fundada por los argivos que estuvieron vagando con Triptólemo en busca de Ío. Otra tradición, mencionada en un poema de Antípatro de Tesalónica, atribuía su  fundación al mítico Perseo.
Tarso formó parte de los imperios persa y seléucida. Luego de la conquista romana, fue capital de la provincia de Cilicia. 
En el verano de 41 a. C., Marco Antonio estableció su cuartel general en Tarso, en Anatolia, y convocó a Cleopatra en varias cartas, que ella rechazó hasta que el enviado de Marco Antonio, Quinto Delio, la convenció para que fuera a verlo. La reunión le permitiría a Cleopatra aclarar la idea errónea de que ella había apoyado a Casio durante la guerra civil y abordar los intercambios territoriales en el levante mediterráneo, pero sin duda Marco Antonio también deseaba establecer una relación personal y romántica con la reina. Cleopatra navegó por el río Kydnos hasta Tarso en la Thalamegos, hospedando a Marco Antonio y a sus oficiales durante dos noches con lujosos banquetes a bordo del barco.
Desde la Antigüedad fue un importante centro cultural, fundamentalmente en el campo de la filosofía. El filósofo estoico Antípatro y el judío Saulo conocido luego de su conversión al cristianismo como el Apóstol Pablo nacieron allí. Tarso también es conocida por ser el lugar donde se enterraron el corazón y las entrañas de Federico I Barbarroja.

## Galería

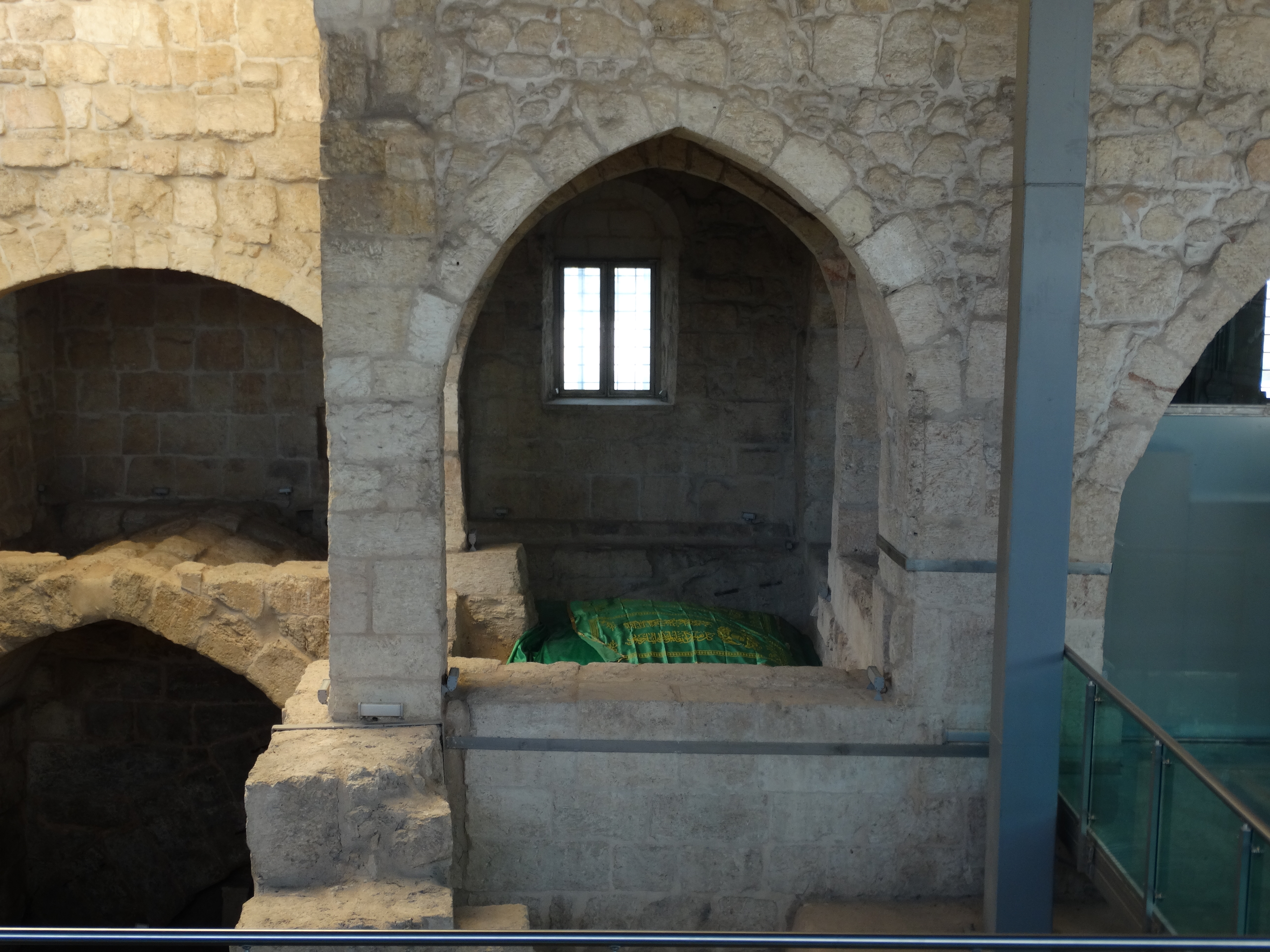
Tumba del profeta Daniel
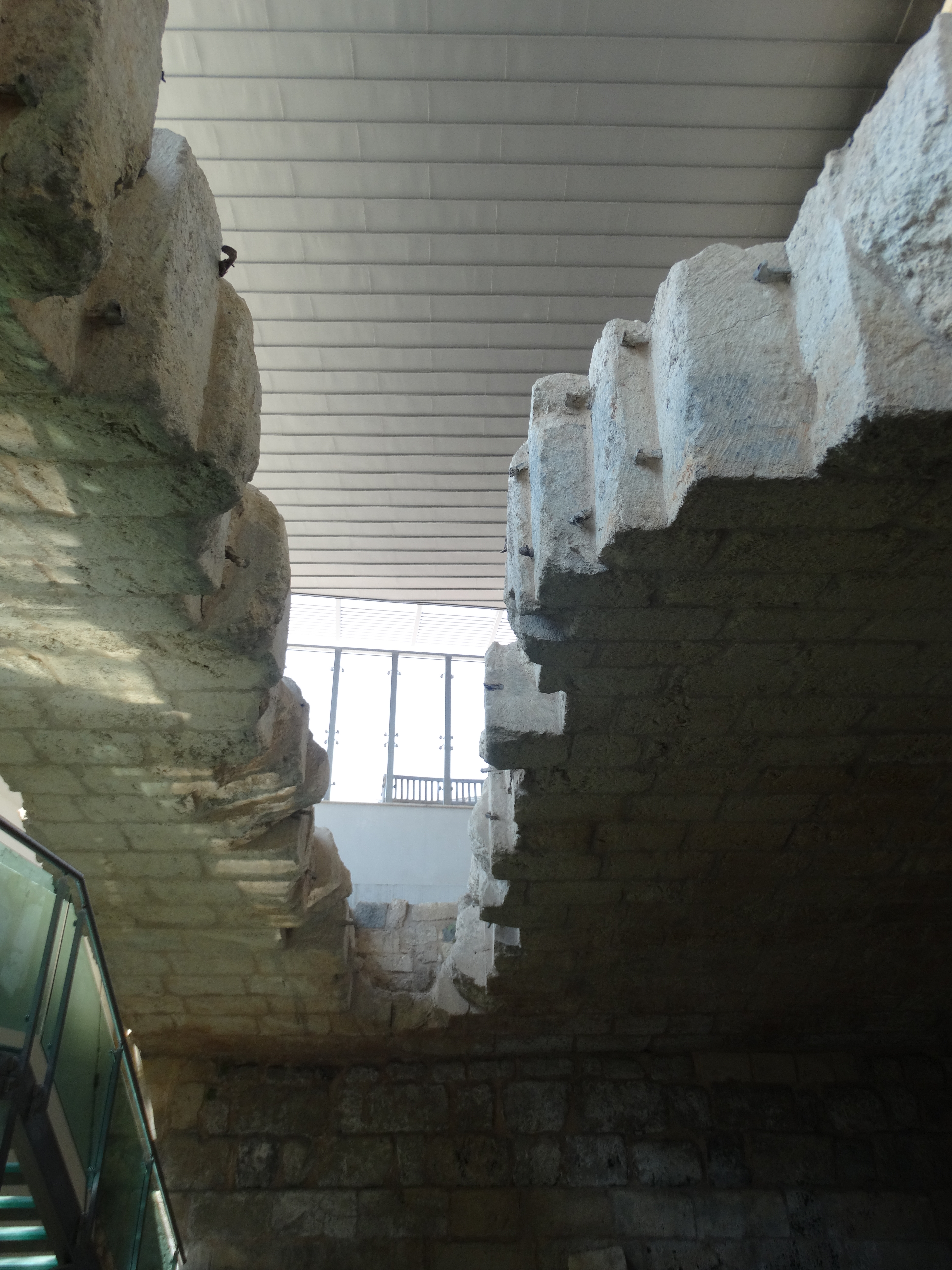
Puente romano
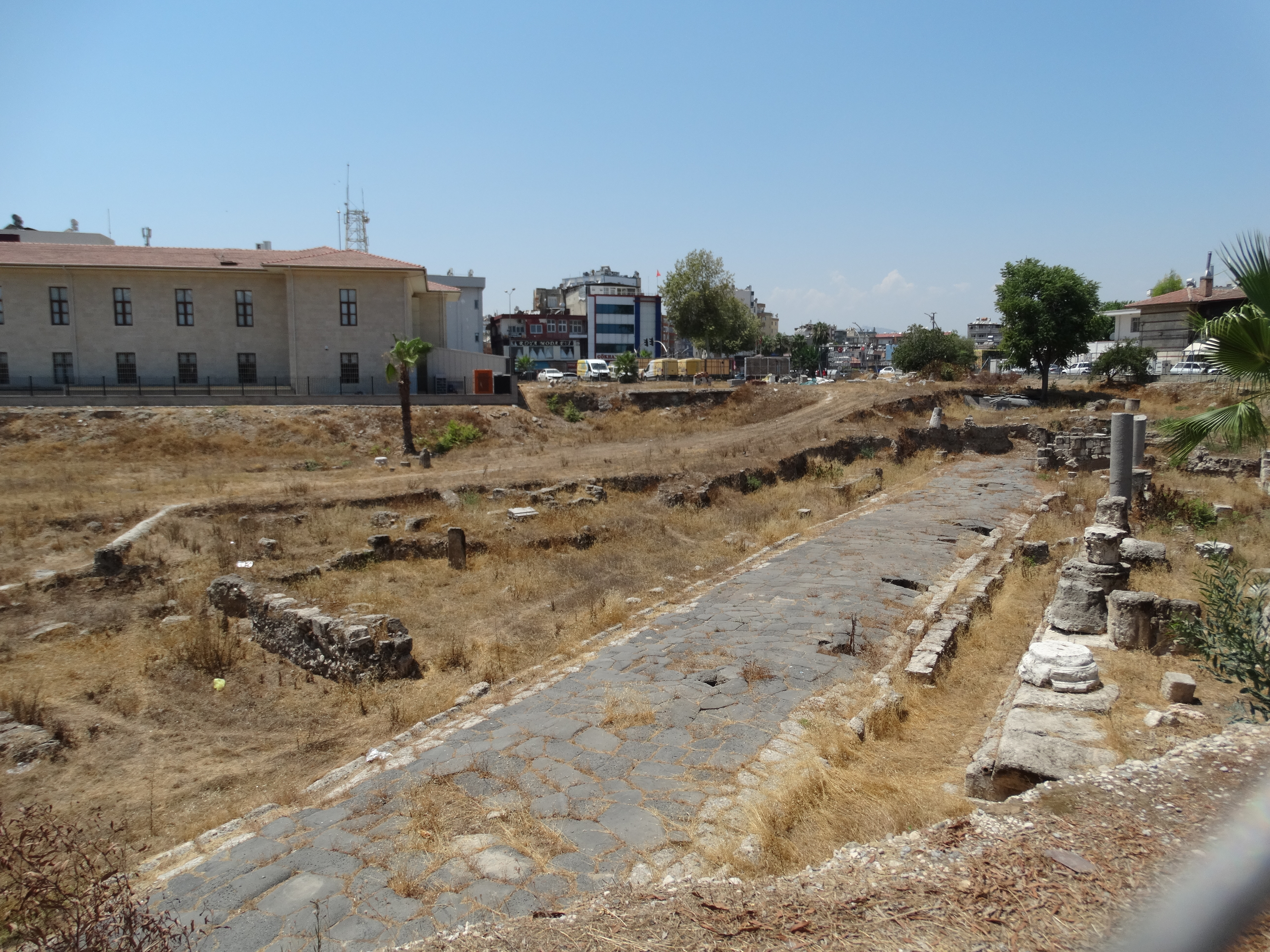
Calzada romana
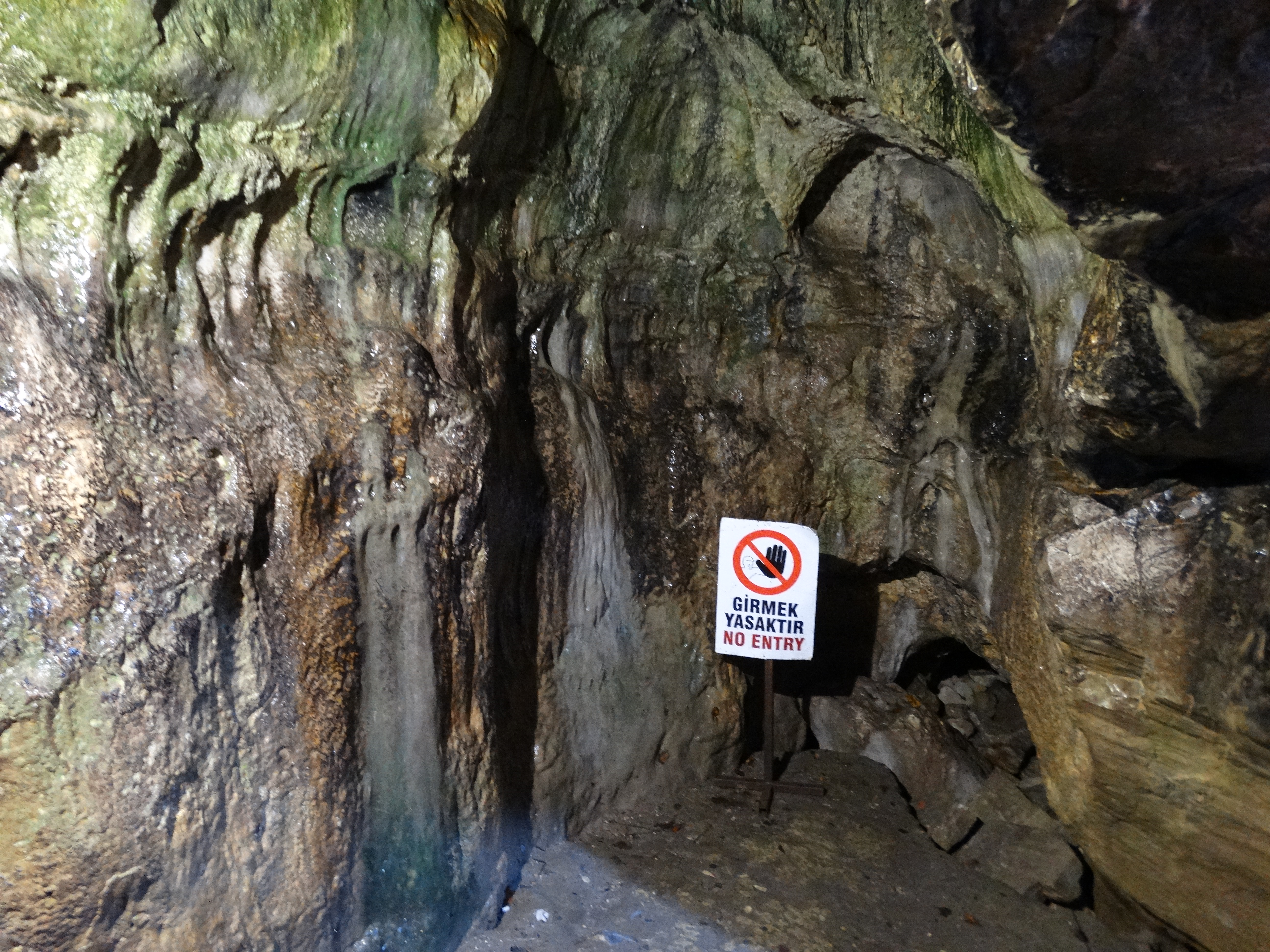
Cueva de los Nueve Durmientes
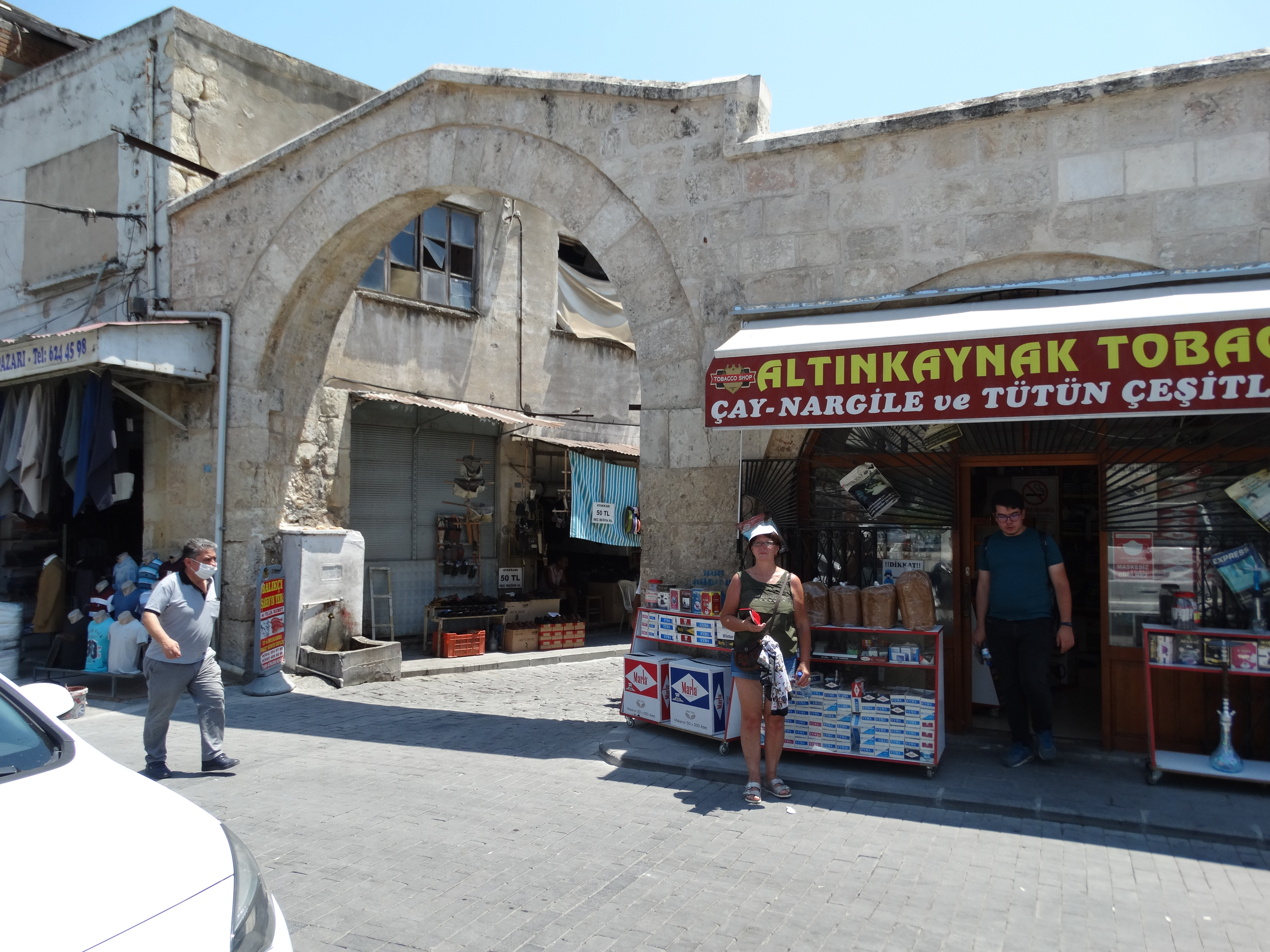
Entrada a la calle comercial
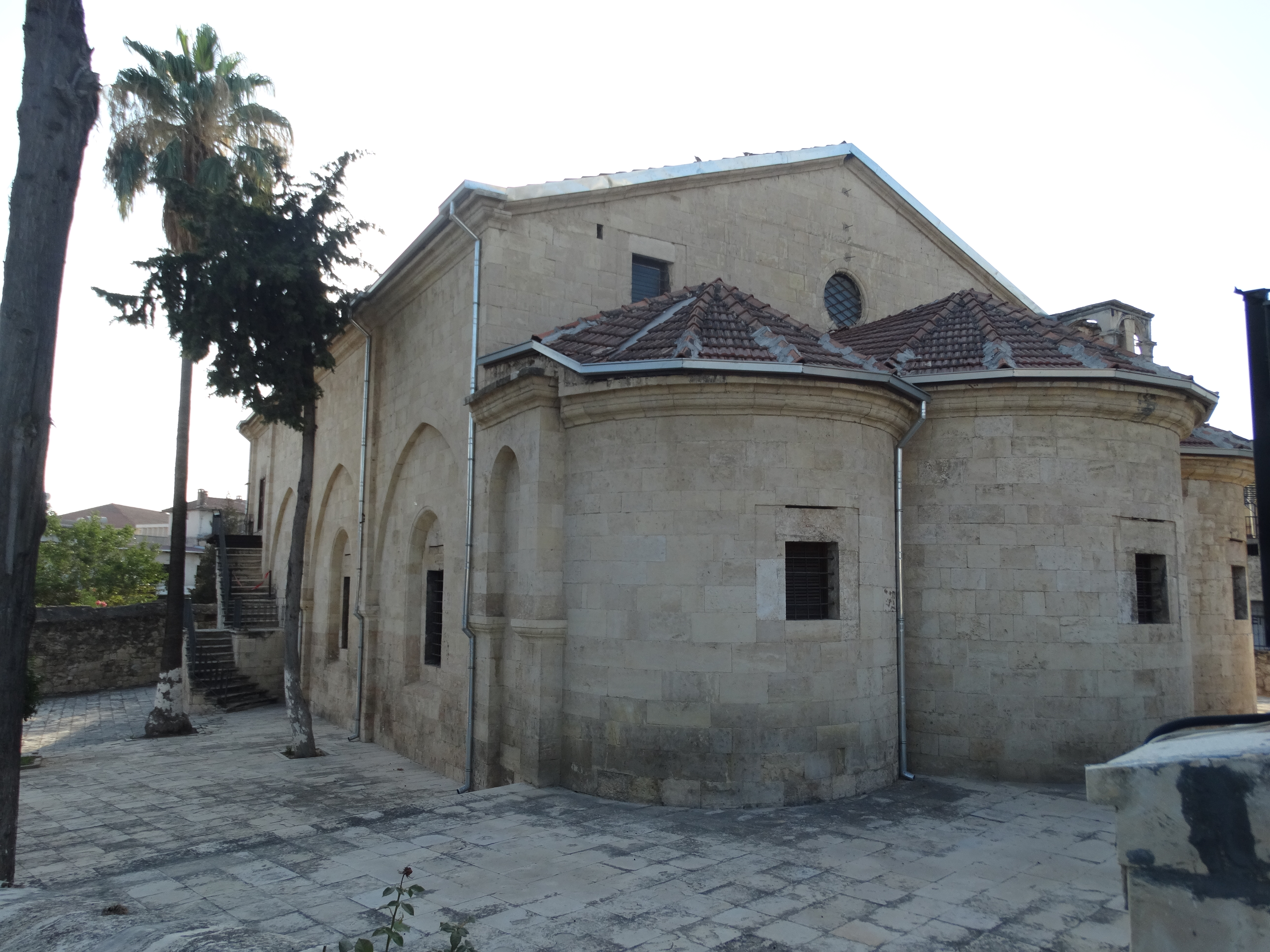
Iglesia de san Pablo
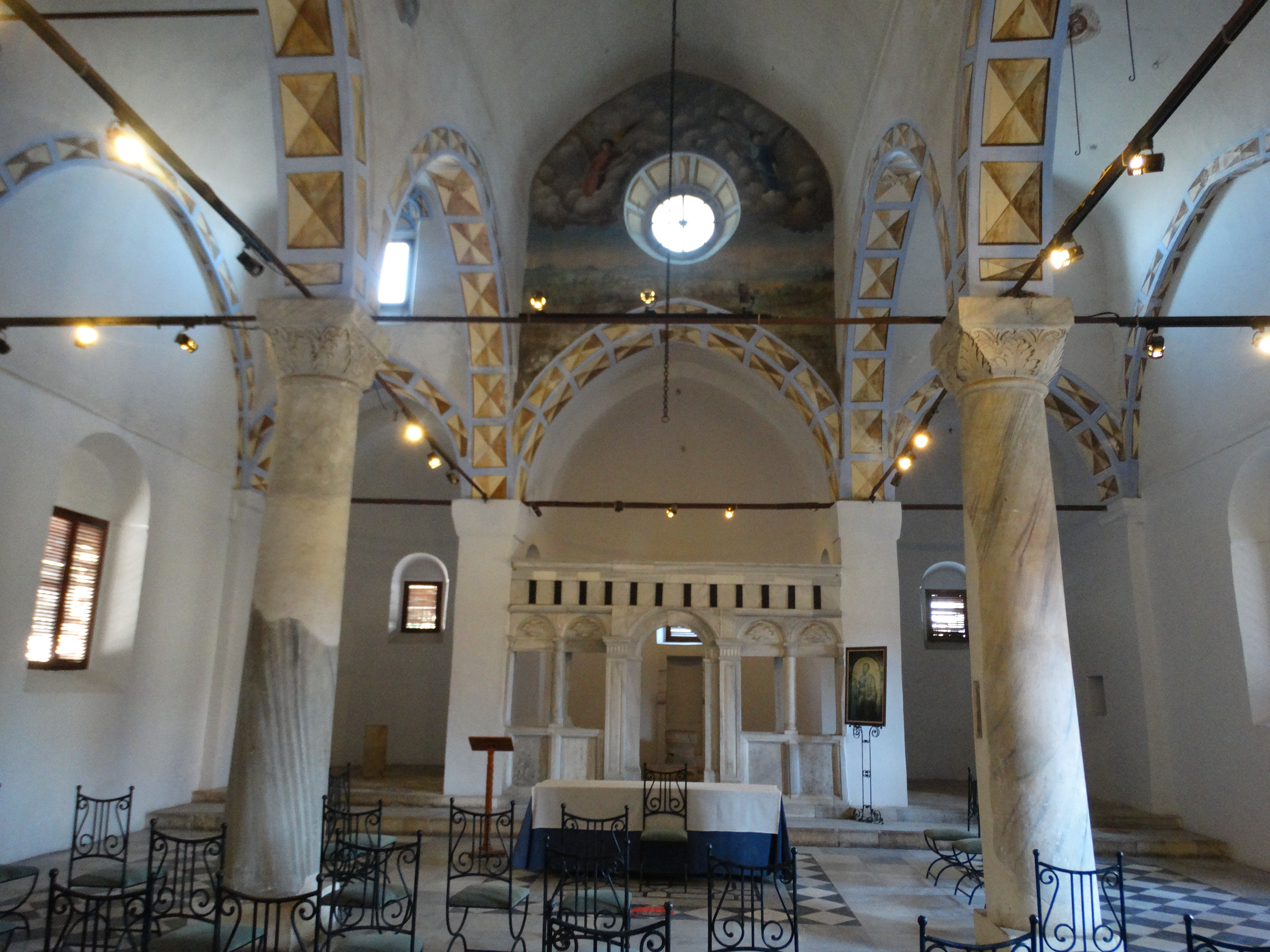
El interior de la iglesia de san Pablo
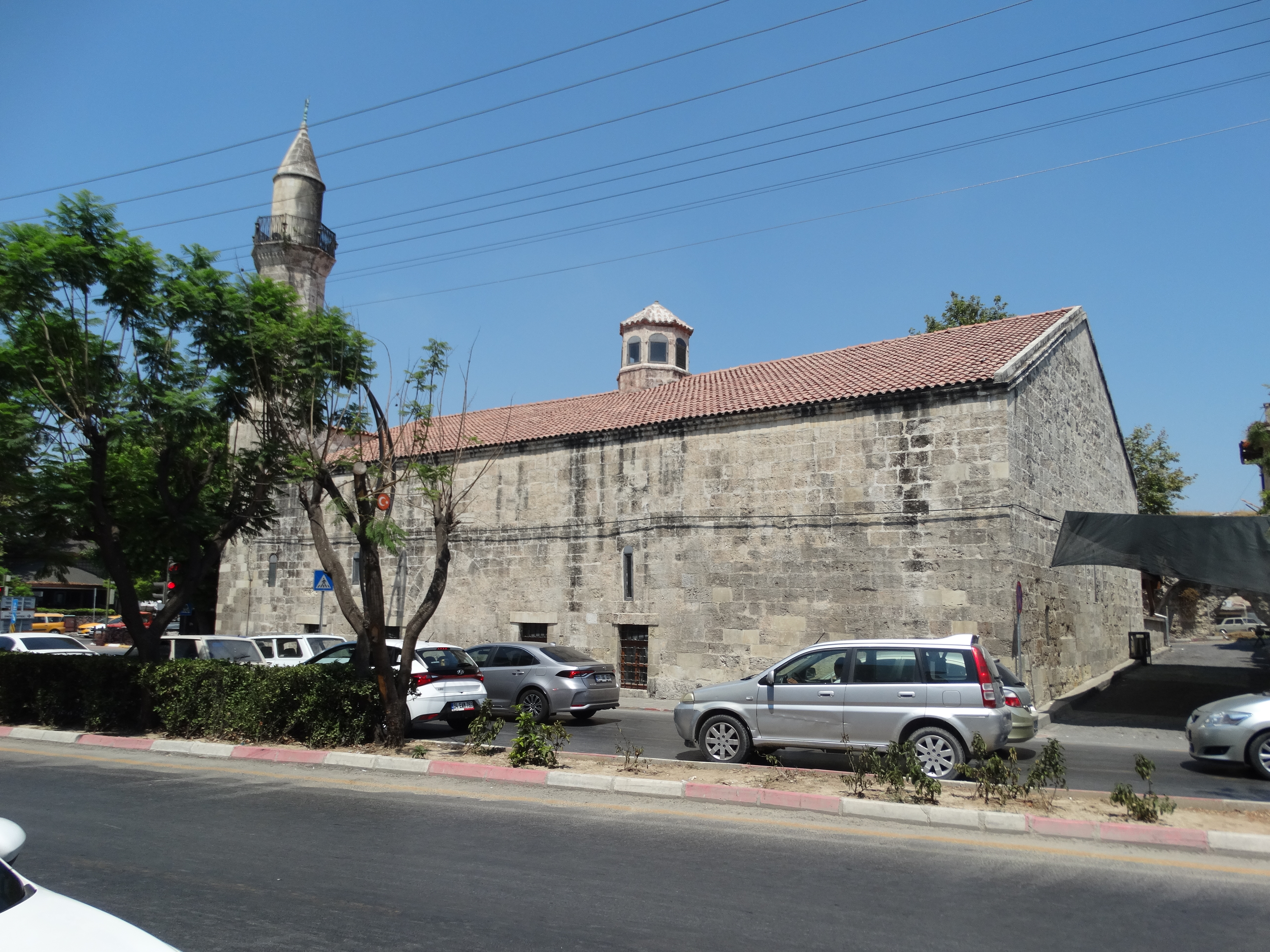
Mezquita
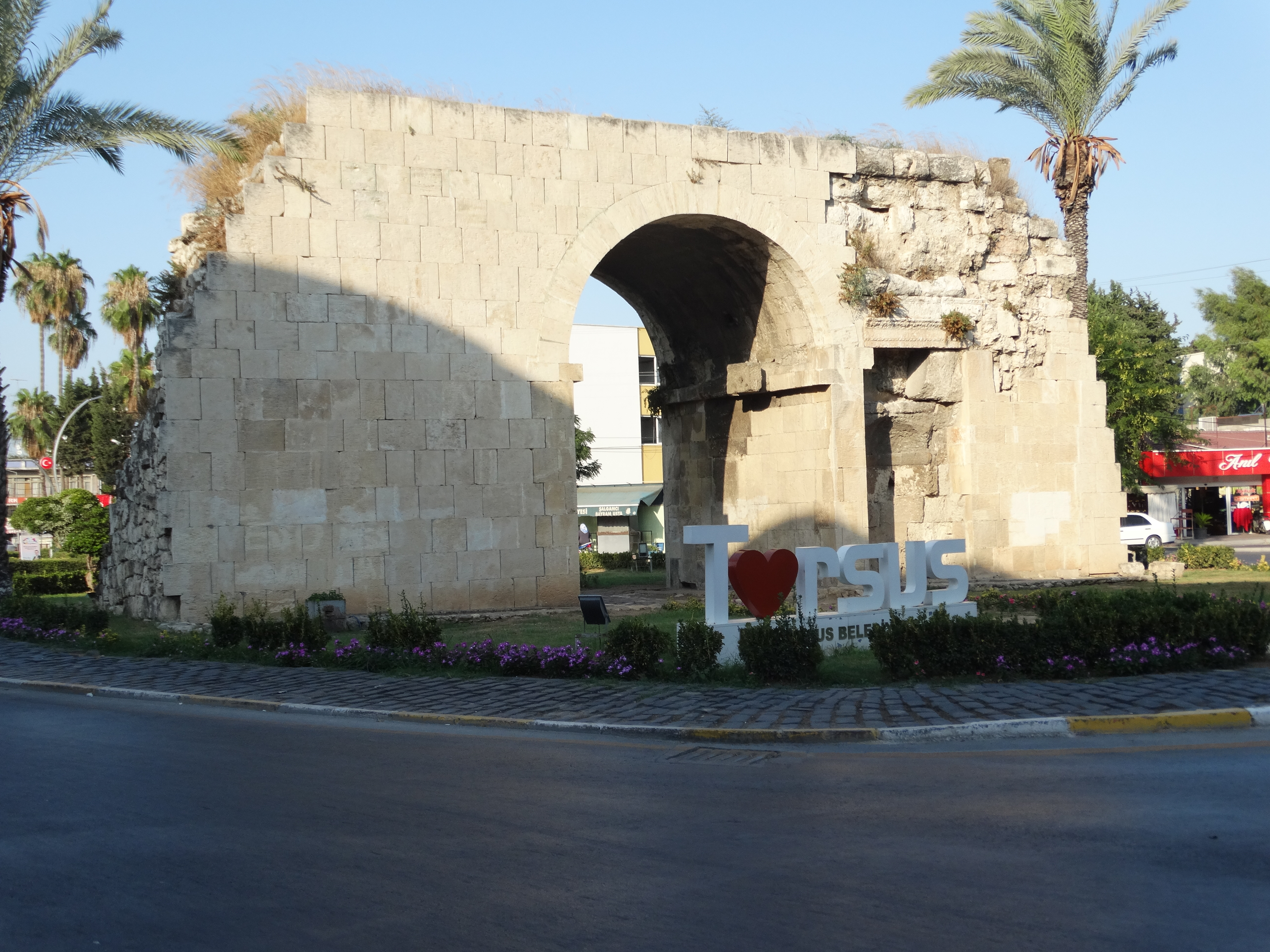
Puerta de Cleopatra

## Datos
- Población aproximada (2000): 465.000 habitantes.
- Código de acceso telefónico: +90-324.